# Sir (Jénine)
Pour les articles homonymes, voir Sir.
Sir, en arabe : صير, est un village du gouvernorat de Jénine en Palestine, dans le nord de la Cisjordanie. Il est situé à 18 kilomètres au sud de Jénine. Selon le recensement du Bureau central palestinien des statistiques, la localité compte une population de 857 habitants en 2017.